# 리처드 쿠
리처드 C. 쿠(Richard C. Koo, 일본어: リチャード・クー, 중국어: 辜朝明, 병음: Gū Cháomíng, 1954년~)는 대차대조표 불황을 전문으로 하는 일본에 거주하는 대만 경제학자이다. 그는 노무라 종합연구소의 수석 경제학자이다.

## 어린 시절 및 교육
쿠는 고베시에서 태어났다. 그의 아버지인 구콴민은 당시 일본에서 망명 생활을 하던 대만 독립운동 운동가였으며, 저명한 대만 사업가 구천푸의 형제였다. 쿠는 어린 시절 도쿄도에서 13년을 살았고, 나중에 캘리포니아 대학교 버클리에 재학하여 1976년에 정치학 및 행정학 학사 학위를 받았다. 그 후 존스 홉킨스 대학교 대학원에 진학하여 1981년에 석사 학위를 받았다.

## 경력
존스 홉킨스 대학교를 졸업한 후, 쿠는 1981년부터 1984년까지 뉴욕 연방준비은행에서 경제학자로 일했다.
그는 1984년에 노무라 홀딩스에 합류하여 1984년부터 1997년까지 첫 해외 파견 연구원이자 수석 경제학자로 일했다. 그는 1997년부터 노무라 종합연구소의 수석 경제학자가 되었다.
랜든 토머스는 2011년 말 뉴욕 타임스에 쿠의 분석에 대해 썼는데, 쿠의 2011년 "원인, 치유, 그리고 정치" 출판물이 "웹에서 입소문을 탔다"고 말했다. 토머스는 미국과 영국 정부가 세계 금융 위기 (2007년~2008년)를 다룬 방식과 유럽 정부가 유럽 국가부채 위기 동안 취한 조치 사이의 차이점을 논의하고 있었다.

## 출판물
- (2008)  The Holy Grail of Macroeconomics - Lessons from Japan's Great Recession (John Wiley & Sons)
- (2011) "The world in balance sheet recession: causes, cure, and politics", Real-World Economics Review (issue no. 58), Nomura Research Institute, Tokyo.
- (2014) The Escape from Balance Sheet Recession and the QE Trap: A Hazardous Road for the World Economy (John Wiley & Sons)

### 링크
- 새로운 경제사고 연구소의 프로필 보관됨 2012-04-14 - 웨이백 머신

### 비디오
- 비디오: 리처드 쿠가 경제 문제점을 설명하다, 2011년 4월 9일 - 유튜브
- 새로운 경제사고 연구소 (INET) 베를린 패러다임 로스트 컨퍼런스에서 리처드 쿠: 오버행, 불확실성 및 정치 질서: 우리는 어디로 가야 하는가? - 유튜브. 2012년 4월 14일
- 비디오: ACATIS 컨퍼런스 2016, 쿠 씨, 지적으로 파산한 통화 정책 환경에서 살아남기 - 유튜브